# Diskriminacija na delovnem mestu zaradi homoseksualnosti
Diskriminacija  na delovnem mestu je neenako obravnavanje posameznikov na podlagi njihovih osebnih okoliščin, kot so rasna ali etnična pripadnost, narodnost, verska pripadnost, telesna/duševna prikrajšanost, spol, spolna usmerjenost .... Diskriminacija nastopa v obliki  neposredne in posredne diskriminacije ter v obliki nadlegovanja, ki je lahko tudi spolno nadlegovanje. Spolna usmerjenost je pogosto tista osnova, na kateri se udejanjajo različne oblike kršitev, neenakosti in diskriminacije. Ta vrsta diskriminacije istočasno poteka tudi na osnovi spola, pri čemer vključuje tako biološki kot družbeni spol. Obstajata dva glavna načina za preprečevanje in odpravljanje diskriminacije. To sta politična (zakonodajna) pot in pravna (sodna) pot.

## Kaj je diskriminacija na delovnem mestu?
Diskriminacija na delovnem mestu je neenako obravnavanje posameznikov v različnih fazah zaposlovanja na podlagi njihovih osebnih okoliščin, kot so rasna ali etnična pripadnost, narodnost, verska pripadnost, telesna ali duševna hendikepiranost, zdravstveno stanje, spol, spolna usmerjenost, starost, socialno-ekonomski status, starševstvo, zakonski stan, zunanji videz, članstvo v sindikatu, politično prepričanje in svetovni nazor.
Diskriminacija na delovnem mestu negativno vpliva na zdravje in psihično blagostanje žrtev diskriminacije .

## Vrsta diskriminacije
Diskriminacija v polju zaposlovanja nastopa v obliki neposredne in posredne diskriminacije ter v obliki nadlegovanja, ki je lahko tudi seksualno nadlegovanje. Neposredna diskriminacija obstaja, če je neka oseba zaradi določene osebne okoliščine bila, je ali bi lahko bila v enakih ali podobnih situacijah obravnavana manj ugodno kot druga oseba. Posredna diskriminacija obstaja, če na videz nevtralne določbe, merila ali ravnanje v enakih ali podobnih situacijah in pogojih postavljajo neko osebo z določeno osebno okoliščino v manj ugoden položaj kot druge osebe. Nadlegovanje je vsako vedenje ali ravnanje, ki ga prizadeta oseba dojema in označi kot nezaželeno.
Spolno nadlegovanje je nezaželeno vedenje spolne narave, to je fizična intimnost (npr. dotikanje, otipavanje, božanje) ali seksualni kontakti (npr. neprostovoljne spolne usluge, seks). Sem prištevajo tudi verbalno (npr. nagovarjanje, komentiranje) in ne-verbalno (npr. pošiljanje seksualno izrecnih fotografij po elektronski pošti, gestikuliranje) spolno nadlegovanje. Posebno vrsto diskriminacije predstavljajo tudi diskriminatorna navodila in viktimizacija (izpostavljanje osebe, ki opozarja na diskriminacijo, negativnim posledicam). Diskriminatorna navodila so navodila, na podlagi katerih se neka oseba diskriminira.

## Kaj je spolna usmerjenost?
Je kot seksualno in emocionalno nagnjenje človeka do oseb nasprotnega spola, istega spola ali do obeh spolov univerzalna karakteristika človeštva, ki se manifestira na različne načine –spolna usmerjenost človeka je lahko heteroseksualna (usmerjena k nasprotnemu biološkemu spolu), homoseksualna (usmerjena k istemu biološkemu spolu) ali biseksualna (usmerjena k obema biološkima spoloma). Diskriminacija na osnovi spolne usmerjenosti zadeva lezbijke, geje in biseksualce.

### Diskriminacija na osnovi spolne usmerjenosti
Seksualna usmerjenost je pogosto tista osnova, na kateri se udejanjajo različne oblike kršitev, neenakosti in diskriminacije. Ta vrsta diskriminacije istočasno poteka tudi na osnovi spola, pri čemer vključuje tako biološki kot družbeni spol. Biološki spol je fizična danost, družbeni spol pa je simbolni pomen, ki ga kultura pripisuje biološkemu spolu, zlasti v zvezi z družbeno vlogo spolov.
Zaradi nizke stopnje družbene vidljivosti in neustrezne zakonske zaščite se geji in lezbijke uvrščajo med posebej ranljive skupine, z visoko stopnjo tveganja. Vidiki diskriminacije, neenakosti in zatiranja gejev in lezbijk so zelo različni, vsem pa je skupno to, da napadajo osebno celovitost in dostojanstvo posameznika ali posameznice. Ločimo odkrito in prikrito diskriminacijo.
Med odkrite oblike sodijo: 
1.	širjenje homofobije in predsodkov;
2.	zasmehovanje in šikaniranje;
3.	sovražni govor;
4.	širjenje in vzpodbujanje nestrpnosti;
5.	psihično nadlegovanje ali nasilje;
6.	fizično nadlegovanje ali nasilje;
7.	seksualno nadlegovanje ali nasilje;
8.	javno razkritje homoseksualne
9.	identitete posameznika proti njegovi
10.	volji;
11.	odklonilna ali sovražna stališča
12.	verstev in verskih institucij.
Prikrite oblike so:
1.	legalizirana diskriminacija (ki se dogaja s strani državnega aparata ali z
2.	vednostjo le-tega; manifestira se kot nevednost, spregledovanje, ignoriranje
3.	in ne-ukrepanje pristojnih državnih služb ter ohranjanje neenakosti v
4.	zakonodaji);
5.	vsiljena, normativna heteroseksualnost;
6.	družbeni heteroseksizem;
7.	medikalizacija, zdravljenje ali prisilno zdravljenje homoseksualnosti;
8.	prisilna poroka in prisilna nosečnost;
9.	površna medijska obravnava homoseksualnosti in navidezno »nevtralno«
10.	novinarstvo (npr. pristop proetcontra).

## Oblike diskriminacije na delovnem mestu
Primorac  deli diskriminiranje homoseksualcev na dve vrsti : s strani državnofinanciranih služb in s strani samostojnih podjetnikov. Država odreka možnost zaposlovanja homoseksualcem, saj naj bi ogrožali varnost, ker naj bi radi izsiljevali za priznanje državnih skrivnosti . Za poklic učitelja trdijo, da naj bi slabo vplivali na otroke, saj se lahko zgodi, da se zapletejo z njimi, ali da oni prav tako postanejo homoseksualci. Vse te obsodbe seveda temeljijo na predsodki in stereotipih o homoseksualcih . Za homoseksualne ali biseksualne posameznike je pomembno, da jih družba in delovno okolje ne izključita oziroma kaznujeta. Delovno mesto gradi skupina sodelavcev in za dobro delovno okolje, ki med drugim pomeni tudi nediskriminatorno, sproščeno ozračje, nosijo vsi zaposleni .

## Zaščita in pravno varstvo
Obstajata dva glavna načina za preprečevanje in odpravljanje diskriminacije. To sta politična (zakonodajna) pot in pravna (sodna) pot. Politična ali zakonodajna pot predstavlja spremembe zakonodaje (ukinjanje diskriminatorne zakonodaje in uvajanje zaščitne zakonodaje). Pravna pot pa vodi preko pravosodnega sistema in sodišč, na podlagi ustavnega, nacionalnega in mednarodnega prava. Temeljne osnove za politiko nediskriminacije in enakih možnosti v zaposlovanju so Zakon o delovnih razmerjih, Zakon o uresničevanju načela enakega obravnavanja. Ta zakonodaja daje gejem in lezbijkam v Sloveniji celovito pravno podlago, da ukrepajo v primeru domnevnih kršitev svojih pravic ter poiščejo rešitve po pravni poti.

## Stanje v Sloveniji
Raziskava sekcije ŠKUC-LL, izvedena leta 2001 med istospolno usmerjenimi v Sloveniji kot del širše mednarodne raziskave, je pokazala obstoj diskriminacije na delovnem mestu, pri iskanju zaposlitve, poklicnem napredovanju in neupravičenem odpuščanju z dela. Med anketiranimi je bilo 20.3% takšnih, ki so na delovnem mestu doživeli diskriminacijo na osnovi seksualne usmerjenosti: žaljive opazke, posmehovanje, spolno nadlegovanje, fizično nasilje. 3% jih meni, da so bili odpuščeni zaradi seksualne usmerjenosti, 7% jih je bilo v neenakem položaju pri iskanju zaposlitve, 14.5% je bila istospolna usmerjenost ovira pri poklicnem napredovanju .

## Odkrivanje in nadlegovanje diskriminacije
Nadlegovanje in diskriminacija nista le protizakonita, temveč predvsem znižujeta delovno moralo in motivacijo. Vsi zaposleni potrebujejo pozitivno spodbudo. Dolžnost vodilnih delavcev je ažurno ukrepati v primeru nepravilnosti. Geji in lezbijke se na delovnem mestu zaradi svoje seksualne usmerjenosti srečujejo s prikritimi ali neposrednimi vrednostnimi sodbami, posmehovanjem sodelavcev, zmerjanjem ali žaljivimi opazkami. V skrajnih primerih lahko poleg verbalnega nastopi tudi fizično nasilje, motivirano s homofobičnim sovraštvom. Da bi se geji in lezbijke tem bolečim situacijam izognili, v veliki večini skrivajo svojo seksualno usmerjenost na delovnem mestu. To imenujemo ponotranjena homofobija. To se pokaže  v obliki stisk, občutkov manjvrednosti, ogroženosti, strahu in nezaupanja. Vse to lahko pomeni hudo oviro v delovnem življenju gejev in lezbijk ter izgradnji poklicne kariere. Homofobija se lahko kaže tudi kot nadlegovanje. Nadlegovanje je vsako nezaželeno vedenje. Prizadeta oseba sama odloči, kaj je zanjo nezaželeno vedenje. Nezaželeno vedenje je tisto, ki ga prizadeti zavrne; to pomeni, da nadlegovalcu da razločno vedeti, da tega noče. Nadlegovanje in diskriminacija gejev in lezbijk na delovnem mestu včasih nista razvidna na prvi pogled. Značilno je, da ju motivira homofobija, to je iracionalni odpor in strah pred homoseksualnostjo, ki lahko poraja tudi sovražna čustva. Homofobija pomeni tudi globok strah pred možnostjo, da bi nekdo tudi sam lahko bil homoseksualec. Fizična in psihična privlačnost do pripadnikov istega spola lahko izzove ekstremno anksioznost, ko se ti občutki privlačnosti potiskajo in negirajo . 

Kako se homofobija kaže? Geje se pogosto naziva z ženskimi imeni ali vzdevki.
Obratno se lezbijke naziva z moškimi imeni ali vzdevki. Oboje je oblika diskriminacije. Namigovanje, da je nekdo gej ali lezbijka, grožnje o razkritju homoseksualne identitete ali razkritje (outiranje) nekoga proti njegovi ali njeni volji na delovnem mestu so prav tako oblike diskriminacije. V delovnem okolju se gejev in lezbijk ali tistih, za katere kolektiv domneva, da so homoseksualni, drži stigma nenehne seksualne grožnje za okolico. Na geje in lezbijke se gleda kot na osebe, ki naj bi stalno prežale na potencialne seksualne objekte. Ta stereotip je posledica ideologije o nadpovprečni in nebrzdani seksualni aktivnosti in promiskuiteti gejev in lezbijk. Gre za poskus reduciranja homoseksualne identitete zgolj na nivo seksualnih praks, hkrati pa se zanika ostale elemente identitete. Namen redukcije je vzpostavitev družbene distance do manjšin, da bi se legitimirala »normalnost« družbene večine. Pogosta je predstava, da je življenjski slog gejev in lezbijk nemoralen in za večinsko mnenje nesprejemljiv. Iz tega se izpeljujejo zaključki, da geji in lezbijke ne bi smeli delati z otroki oziroma imeti stika z ljudmi. Stopnja homofobije je zato izjemno visoka v pedagoških poklicih, šolstvu, zdravstvu, medicinski oskrbi . 

## Enakost dostopnosti do pravic in naslova zaposlitve
Partnerji gejev in lezbijk pri dostopu do pravic iz naslova zaposlenega partnerja ter zaposlitvenih ugodnosti niso obravnavani enako kot ostali. V primeru brezposelnosti so še vedno izključeni iz zdravstvenega in socialnega zavarovanja po partnerju. V primeru smrti partnerja niso upravičeni do vdovske pokojnine ali pokojninskega zavarovanja po partnerju ali partnerici. Ravno tako ne morejo
koristiti bolniškega dopusta za nego partnerja ali partnerjevega otroka, nimajo dodatka za ločeno življenje, dostopa do starševski dopusta ob rojstvu otroka, prostega dneva v primeru smrti družinskega člana, selitve in podobno (167. Člen ZDR ureja plačano odsotnost z dela zaradi osebnih okoliščin). Pravice pri zaposlovanju, ki so sicer samoumevne za heteroseksualne partnerje ali zakonce, so večinoma še vedno nedostopne za partnerje gejev in lezbijk .